# Armeria pinifolia
Armeria pinifolia är en triftväxtart som först beskrevs av Felix de Silva Avellar Brotero, och fick sitt nu gällande namn av Johann Centurius von Hoffmannsegg och Heinrich Friedrich Link. Armeria pinifolia ingår i släktet triftar, och familjen triftväxter. Inga underarter finns listade i Catalogue of Life.